# 超音波モータ
超音波モーター (ちょうおんぱモーター)とは、超音波振動を利用しローターあるいは リニア被駆動体を駆動する方式のモーター。駆動するための振動周波数が超音波領域になるために名づけられた。英語表記は USM (Ultrasonic Motor)、またはHSM（Hypersonic Motor)、SWM（Silent Wave Motor）。
区分は、波動原理から進行波型・定在波型、振動モードから共振型・非共振型、形状から円板型・平板型・くさび型があるが、実用化されているのは平板共振型、あるいは円板進行波型超音波モーターなのでこちらを指す場合が多い。圧電効果を利用しているものは圧電モーターと呼ばれることもある。円板進行波型は指田年生によって考案された。

## 概要

### 歴史
- 1979年 - くさび型超音波モーターが考案される。
- 1982年 - 進行波型超音波モーターが考案される。
- 1986年 - 世界初の市販品第一号が新生工業より発売される。
- 1987年 - キヤノンがオートフォーカス一眼レフカメラの交換レンズに内蔵する形で超音波モーター（大口径用リングUSM）を初めて商品化。
- 1987年 - キヤノンがリングUSMとは構造の異なる小口径用のマイクロUSM[1][2]を商品化。
- 1993年 - 定在波型・縦屈曲多重振動子を用いた、直進型・回転型の超音波モーターが ナノモーション社/ジョナ・ズメリスにより考案される。
- 1996年 - ニコンが独自の超音波モーター「SWM」を開発。
- 2016年 - キヤノンが動画やライブビュー撮影に適した直進型ナノUSM[3]を商品化。

縦屈曲多重振動子の振動解析は、日本において、1965年（昭和40年）頃に電電公社研究員の十文字弘道が行っている。
縦屈曲多重モード平板振動子の超音波モーターへの利用に関しては1987年頃に山形大学の富川義朗によって提案され、当初は紙送りへの応用研究が為されている。富川らによって、十文字や近野正らによって当時までに盛んに研究されていたメカニカルフィルタに関する多重モード振動子を超音波モーターに応用する考案が多数試されており、平板モーターもその一部である。これらの研究は、日本音響学会や超音波研究会などの国内学会で発表され、特許に関して少なくとも日本国内においては縦屈曲多重モード振動子は既知とされたため、その後現在に至るまで多種の応用に繋がっている。

### 従来型のモーターとの比較
ローレンツ力を利用した従来型のモータと比べて高精度で位置決めが出来る。
静止時の保持力が大きく、無通電で保持できるため、静止時の発熱が少ない。
構造上磁石を備えていないため、材料の選定によって超非磁性化が可能である。
従来型モーターに比べ小型化に適している為、今後、微細加工技術の進展に伴いMEMSでの開発が進みつつある。
一方、従来型のモーターの効率がいずれも90 %以上あるのに対して超音波モーターの効率は低く、駆動電圧が高い等の特徴がある。
寿命は従来型のモーターと比べて短く、高精度な金属部品を多く使うため、コストも割高となっている。

## くさび型超音波モーター

### 基本原理
圧電素子等により発生させた超音波振動を利用してくさびを振動させ、先端を楕円運動させて接触しているローターを駆動する。
共振させることにより高効率で、高速回転が可能であるが、接点の発熱と磨耗により寿命が短い。

## 進行波型超音波モーター

### 基本原理
圧電素子等により発生させた超音波振動（10-100kHz程度）を利用してステーターにたわみ波動を発生させ、その進行波を利用してローターを駆動する。
ステーターの進行波をローターに伝えるためにある程度の圧力で押さえる必要があり、接触面の精度を高くする必要がある。
ステーターの進行波がうまく伝わらずにローターがすれると摩擦熱により発熱が増大する。

### 特徴
- 低速、高トルク
- 高速応答
- 中空構造が可能
- 電界、磁界の発生や影響が無い（MRIや電子ビームに影響を与えず使用できる）
- 連続使用により発熱量が増加（主に摩擦熱）
- 高性能なエンコーダーとの組み合わせで高い位置決め精度が得られる
- 摩擦により位置保持のための消費電力はほとんど必要無い
- ギアーを使って減速する必要が無いので小型化しやすい。また駆動音が静かである
- 製作に高い技術が必要

### 使用例
- カメラ用レンズのAF制御、ズームの制御（「写真レンズ」の項内の当該事項も参照）
- ロールスクリーン、ロールカーテンの駆動
- 自動車用シートのヘッドレスト、パワーウィンドウなどの駆動
- 腕時計
- 高磁場内（MRI等）のアクチュエーター
- ロボットのアクチュエーター
- 旋回台のアクチュエーター
- 位置決め装置のアクチュエーター

## 定在波型・縦屈曲多重振動子を用いた超音波モーター

### 基本原理
長方形圧電セラミック素子上に、市松格子状に4箇所の電極を形成し、その内の2個所の対角線上の電極に 40〜80kHz程度の高周波電圧を加え、当該素子を伸縮・屈曲させ、素子の縦方向中央、上部に付設されたセラミックチップに楕円運動を生起させ、この運動を当該素子下部に付設されたバネにより、前記セラミックチップの楕円運動を被駆動体に伝達し、被駆動体をリニア、或いは回転運動させる。
詳細は公開特許・特開平7-184382、又はウエブサイトhttp://www.nanomotion.com、
和文バージョンはhttp://www.p-andc.com/stmotor/ を参照。

## 共振型・縦屈曲多重振動子によるモーター

### 特徴
- 速度、推力共に、ダイナミックレンジが 進行波型に比し格段に広い。
- リニア、回転運動 共に同一モーターで対応できる。
- モーターの到達可能な分解能が10nm以下の為、精密位置決めに適している。
- 非磁性・真空環境対応のモーターが容易に作製できる。
- 大きさが 10.2X9.3X3mm程度のマイクロモーターが製作できる。
- モーター寿命が MTBF 20,000時間で 在来の進行波型に比べ長い。

### 使用例
- 電子ビーム描画、或いは検査装置用各種ステージ駆動
- レーザービーム真円描画装置用ステージ駆動
- 細胞見本・指紋等、多量の画像データベース作成用、走査顕微鏡のオートフォーカス・スキャニング駆動
- バイオテクノロジー用セルインジェクターの駆動
- 高磁場環境における機械系の駆動
- 光部品組立て用6軸並行リンクロボットの駆動
- コンデンサー素子の特性計測用 画像位置決め装置の駆動
- MRI用ベッドの駆動